# Torderes
Torderes ([tuɾ'ðeɾəs], en francès Tordères) és un poble, cap de la comuna del mateix nom, de 163 habitants el 2013, de la comarca del Rosselló, a la Catalunya del Nord. Forma part de la subcomarca dels Aspres.

## Etimologia
Joan Coromines explica el topònim Torderes, juntament amb el de Tordera, a partir del mot comú tord, nom d'un ocell que sol abeurar-se a les fonts frescals de muntanya. En el cas del poble rossellonès, es tracta de les fonts torderes del cap de la vall on es forma el riu Reart.

## Geografia

### Localització i característiques generals del terme

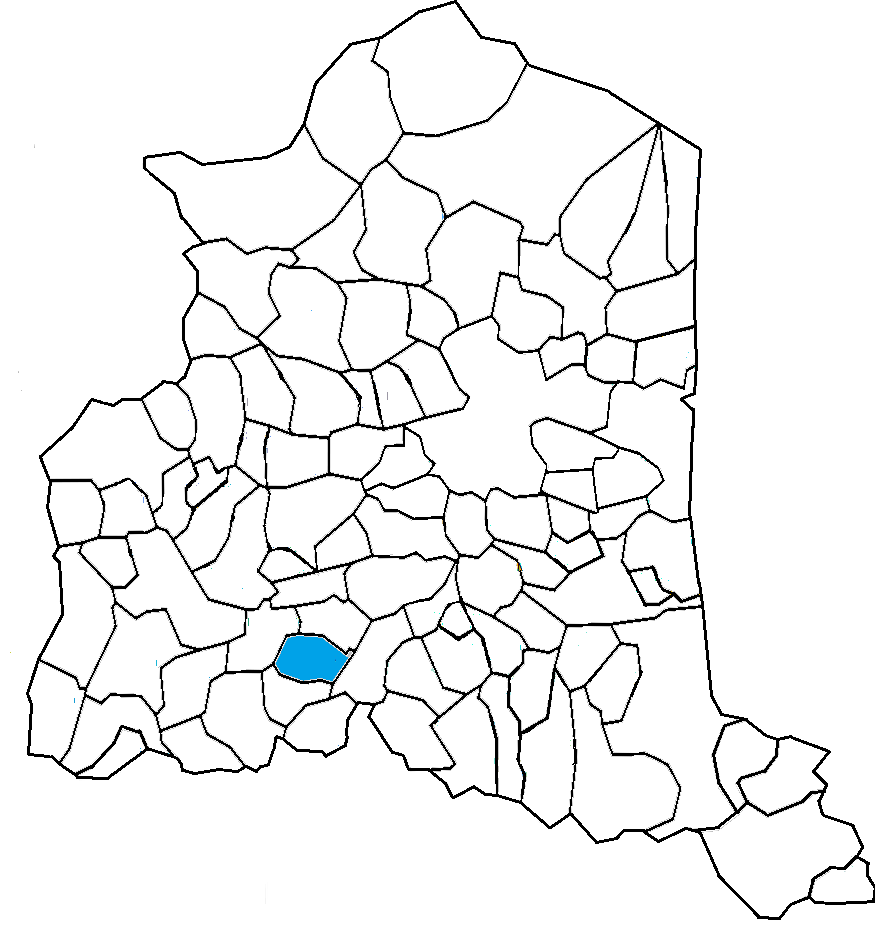
Situació de la comuna de Torderes en el Rosselló

La comuna de Torderes, de 99.100 hectàrees d'extensió, situada plenament dins dels Aspres, en els darrers contraforts nord-orientals d'aquesta subcomarca. És un terme molt accidentat, a l'estil dels seus veïns pel sud i per l'oest (Llauró, Montoriol i Queixàs, sobretot). És un terme poc poblat, un dels deu de menys població del Rosselló. El terme té un sector molt muntanyós, bàsicament la meitat sud-oest del terme, i una zona més plana, formada per la meitat nord-est.
Termes municipals limítrofs:
|           | Forques |      |
| Montoriol |         | Paçà |
|           | Llauró  |      |

### El poble de Torderes

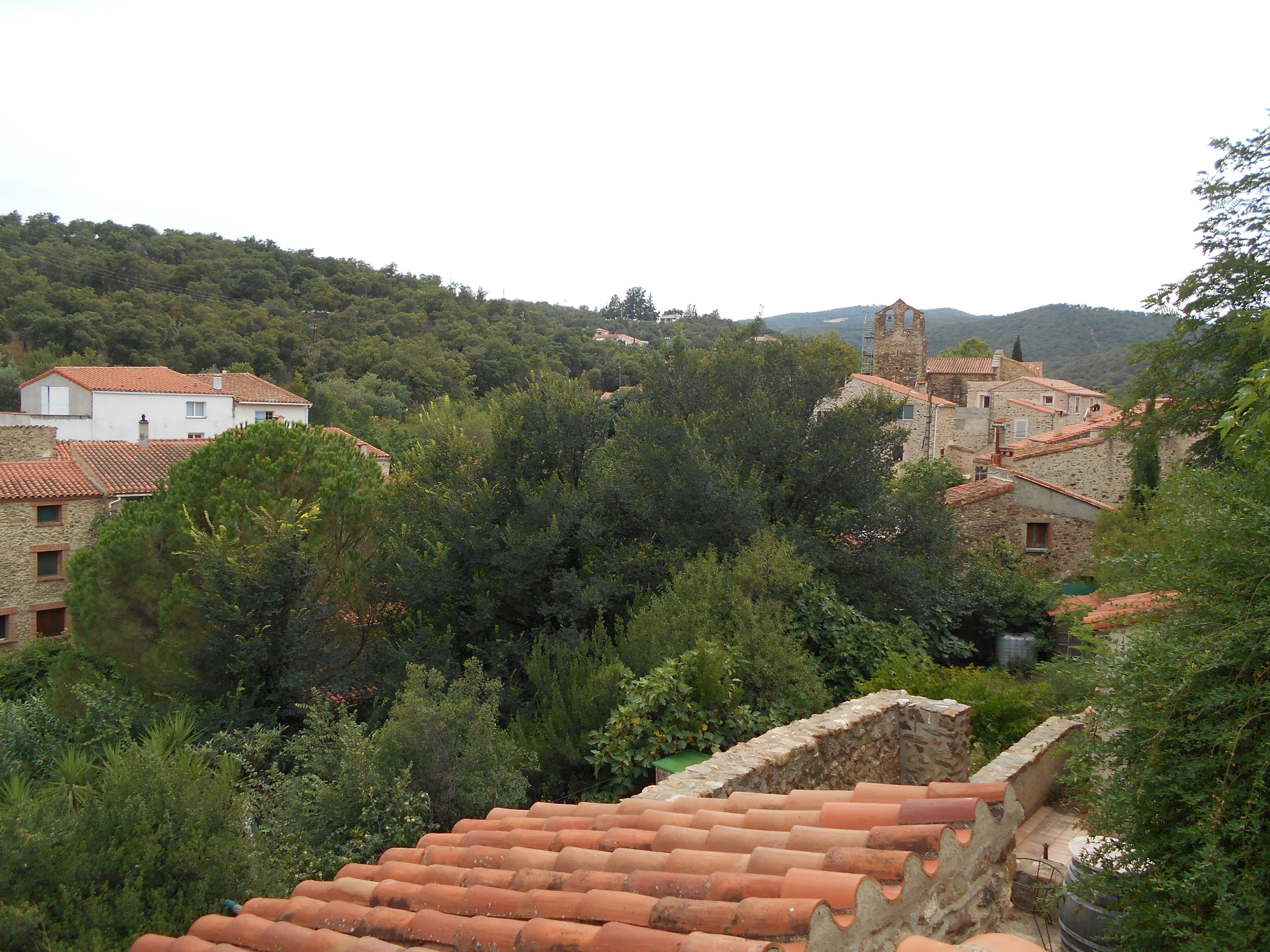
El poble de Torderes

El poble de Torderes és a prop del límit meridional del terme, a la vall de la Ribera de Torderes, entre el Serrat de Recort i el Roc dels Quers, al nord-oest, i el Bosc Comunal, al sud-est. Lleugerament aturonat a la dreta del riu, l'església de Sant Nazari, sovint esmentada com a Sant Martí, té elements de fortificació, a la seva peculiar torre campanar, però no té al seu voltant una clara formació de cellera.

### Antics llocs desapareguts
Lligats a Torderes, apareixen en el precepte del 993 els llocs d'Alcet (villa Alcedo, vinerario de Alcedo), d'el Vilar i de Casania. Res se'n sap, del darrer, la via Vetere de Casania (via Vella de Casania), i dels altres dos, que eren propers a Torderes. Existeix el Còrrec del Vilar, al nord-oest de Torderes, a l'esquerra de la Ribera de Torderes.

### Els masos del terme
Torderes conserva alguns masos, però la memòria col·lectiva en sap d'altres, actualment ja desapareguts. Els existents són el Cortal d'en Denís, avui Cortal Respaut, el Cortal d'en Rei, el Cortal d'en Roca, el Mas, el Mas del Cap Blanc, el Mas -abans Cortal- d'en Carbassa, el Mas d'en Fontet, el Mas d'en Gonella, el Mas d'en Noé, el Mas d'en Ros i el Mas d'en Vila, o Mas Macià, avui dia la Chênaie. Entre els ja desapareguts es compten Can Carbassa, Can Rei i Can Ros.

### Hidrologia
Tres són els cursos d'aigua més propers a un riu, tot i que de curs d'aigua d'origen torrencial: la Ribera del Monar, la Ribera de Torderes i la Ribera -o Còrrec- de Querabs. La resta són torrents, aquí anomenats còrrecs: Còrrec de Camp Darner, Còrrec de Font Blanca, Còrrec de Fruiters, Còrrec de la Cadira, Còrrec de la Font, Còrrec de la Font de Tuïr, Còrrec de la Joncarola, Còrrec de la Solana, Còrrec de la Teuleria, Còrrec del Capellà, Còrrec del Cau de la Guilla, Còrrec del Clavell, Còrrec del Clot, Còrrec del Clot del Grau (nom que rep a Forques la Ribera de Torderes), Còrrec del Clot d'Illes, Còrrec del Coll del Mill, Còrrec del Comú, Còrrec de les Balmes, Còrrec de les Jonques, Còrrec de les Planes, Còrrec de les Salines, Còrrec del Fornàs, Còrrec del Gorg de l'Olla, Còrrec de Lladac, Còrrec del Mas del Rei, Còrrec del Mas d'en Ros, Còrrec dels Bruers, Còrrec dels Bruners, Còrrec dels Cirerers, Còrrec dels Socarrats Vells, Còrrec del Vilar, Còrrec de Puig Carboner, Còrrec de Puig del Mas i Còrrec de Recort.

### Orografia
Diversos topònims indiquen accidents importants del relleu. Un bosc, el Bosc Estatal del Reart, tres colls, per on passen les carreteres i els camins: Coll de les Vaques, Coll dels Sastres i Coll de Mill. Com a noms de muntanyes prominents hom troba el Pic de la Guilla, el Puig, Puig Carboner, Puig de Bertra, Puig del Mas, Puig de Miró, Puig de Vinyes, Roc del Quers i Roc d'en Guillemet. Pel que fa a serres i serrats, hi ha el Serrat de la Cadira, el Serrat de les Lloses, el Serrat de les Planes d'Avall, el Serrat de Recort, la Serra i la Serra de Querabs.

### El terme comunal
Els noms dels principals indrets i partides cadastrals de Torderes són l'Aigual, Bac del Fornàs, Bosc Domanial del Reart, Bruners, Camp Darner, Camp del Mas, Camp d'en Rist, Camp de Pastor, Camp Jordà, Camps de Sant Nazari, el Cau de la Guilla, els Clapers, Coll de les Vaques, Coll dels Sastres, Coll de Mill, Còrrec d'en Tripet, l'Estanyol (n'hi ha dos), les Femades, els Ferressos, Font Blanca, Gorg de l'Olla, Hortells de Costelat, la Jonquerola, Lladac, Mas del Cap Blanc, Mas d'en Carbassa, Mas d'en Gonella, Mas d'en Noé, les Planes, les Salines, Solà del Fornàs, Solà d'en Calès, la Teuleria, el Vilar, o la Vila, i el Vinyer del Bosc. Com a noms antics, ja desapareguts, Alcet, Casania i la Vinya d'en Jaume Martra.
Hi ha uns quants noms que indiquen fites termenals: la Fita, el Piló, Roc Gros, Roc Negre, Roc Negre de la Font del Roc, tres llocs anomenats Termenera, i la Vinya d'en Jaume Martra.

## Activitats econòmiques
La principal activitat de Torderes és el conreu de la vinya, dins d'una denominació d'origen controlada. Fora d'això, hi ha algunes zones amb clapers d'arbres fruiters. El bosc, principalment d'alzines sureres, és una de les riqueses del terme; al sud-est del terme hi ha el Bosc Comunal de Torderes, o del Reart, de coníferes, que sofrí un incendi devastador el 1981.

## Transports i comunicacions

### Vies de comunicació antigues
Per tots els vestigis trobats, existia una via de comunicació que enllaçava la Via Domícia, al Voló i amb la Via Conflentana, a l'alçada de Tuïr. Aquesta via secundària, respecte de la xarxa principal de l'antiguitat, travessava breument el terme de Torderes en el seu extrem nord-est, Venia del Mas Désiré de Paçà, on abandonava l'actual terme de Torderes i de seguida entrava en el de Forques.

### Carreteres
Travessa el terme de Torderes una única carretera, la D - 615, de la qual deriva la D - 23, que només arriba al poble de Torderes.
La D - 615 (Illa - Ceret) mena des de Torderes, a través de la D - 23, cap al nord a Forques (4 km), Terrats (7), Llupià (9), Tuïr (11), Corbera de les Cabanes (19) i Illa (25). Cap al sud-oest, aquesta carretera duu a Llauró (3,1) i a Ceret (12,5).
D'altra banda, la D - 23 (D - 615, a Torderes - Torderes), que és una carretera de 2 quilòmetres que enllaça el poble de Torderes amb la carretera anterior.

### Transport públic col·lectiu
No hi ha cap línia regular que meni directament a Torderes. La línia 390 del servei departamental de Le bus à 1 € és l'única que ofereix un servei proper a Torderes. La línia uneix Perpinyà amb Forques, passant per Tuïr, Trullars, Vilamulaca i Trasserra. Ofereix deu serveis diaris en cada direcció, de dilluns a dissabte. No circula els dies de festa. De Forques a Torderes cal fer servir el Transport à la demande, que s'estableix quan hi ha prou volum de passatgers que el sol·licita, principalment el dimecres i el dissabte, sempre segons la demanda existent.

### Els camins del terme
Tres són els camins denominats rutes: la de Ceret, la de Llauró i la de Forques; la resta són camins. Uns enllacen Torderes amb els pobles veïns: Camí de Forques (ara, ruta), Camí de Llauró a Forques, Camí de Llauró (ara, ruta, també), Camí de Llauró a Paçà, Camí de Montoriol al Mas d'en Noé, Camí, o Camí Vell, de Montoriol, Camí de Paçà i Camí de Tuïr. D'altres són interns del terme comunal de Torderes: Camí de Cantarana, Camí de Cantarana del Mas d'en Noé, Camí del Mas d'en Roca, Camí del Serrat de les Planes d'Avall, o del Coll dels Sastres, i Camí de Sant Lluc. Esment a part mereixen la Carrerada i la Carrerada del Recort.

## Història

### Història Antiga
A la zona del Serrat de la Cadira, a llevant del poble de Torderes i a migdia del Bosc del Reart, es van trobar indicis d'un poblat gal.

### Història Medieval
Torderes és esmentat des del 899, quan Carles el Simple confirmava la seva possessió, juntament amb altres dels entorns, al seu fidel Esteve i a la seva muller Anna, filla de Rotruda i neta per aquesta banda del Comte Berà de Rasès i de Barcelona. El terme de Torderes restà dividit entre els fills d'Esteve i Anna; Ató vengué la seva part, garantint-se'n l'usdefruit de per vida, a l'Església d'Elna, mentre que l'altra meitat anà a parar a mans del comte Sunifred de Cerdanya, qui la llegà el 965 al monestir d'Arles. El 993 hi hagué un important plet al vescomtat de Castellnou sobre les propietats de Torderes, que acabà amb una delimitació pública dels termes de Torderes, Tàpies i Forques, tots dos pertanyents fins a la fi de l'Antic règim al monestir d'Arles.

### Història Contemporània
L'1 de març del 1973 es va crear la comuna de Paçà, Llauró i Torderes per la fusió de les antigues comunes independents de Llauró, Paçà i Torderes, en una fusió similar a d'altres de la Catalunya del Nord, fruit del despoblament de la zona. Les tres comunes originals fores restablertes el 30 de setembre del 1989.

## Demografia

### Demografia antiga
La població està expressada en nombre de focs (f) o d'habitants (h)
| 2 f | 19 f | 14 f | 14 f | 10 f | 15 f | 19 f | 114 h | 20 f |

Font: Pélissier 1986

### Demografia contemporània
| Evolució de la població |      |      |      |      |      |      |      |
| 1793                    | 1800 | 1806 | 1821 | 1831 | 1836 | 1841 | 1846 |
| 115                     | 123  | 130  | 132  | 141  | 143  | 143  | 144  |

| 1851 | 1851 | 1861 | 1866 | 1872 | 1876 | 1881 | 1886 |
| ---- | ---- | ---- | ---- | ---- | ---- | ---- | ---- |
| 107  | 98   | 99   | 82   | 85   | 103  | 97   | 95   |

| 1891 | 1896 | 1901 | 1906 | 1911 | 1921 | 1926 | 1931 |
| ---- | ---- | ---- | ---- | ---- | ---- | ---- | ---- |
| 104  | 103  | 78   | 73   | 76   | 94   | 97   | 94   |

| 1936 | 1946 | 1954 | 1962 | 1968 | 1990 | 2008 | 2013 |
| ---- | ---- | ---- | ---- | ---- | ---- | ---- | ---- |
| 86   | 71   | 63   | 60   | 75   | 145  | 174  | 163  |

Fonts: Ldh/EHESS/Cassini fins al 1999, després INSEE a partir deL 2004
Nota: Del 1973 al 1989, Torderes era agrupat amb Llauró i Paçà.

### Evolució de la població

Població 1962-2008

## Administració i política

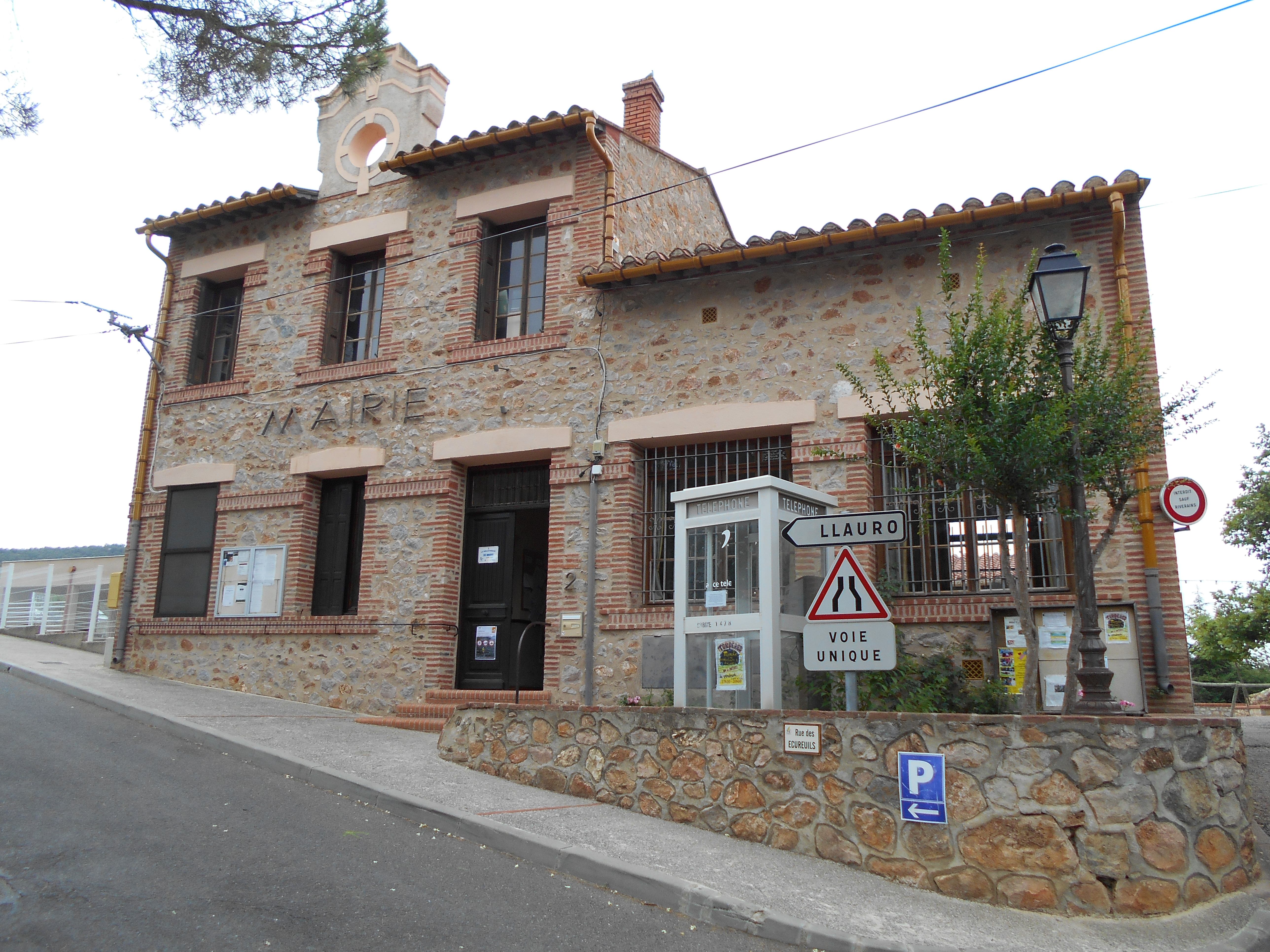
La Casa del Comú

### Batlles[9]
| Període                       | Nom                       | Opció política | Comentaris |
| ----------------------------- | ------------------------- | -------------- | ---------- |
| ? - ?                         | Jean Madern               |                |            |
| ? - 1930                      | Benjamin Achille Carbasse |                |            |
| 1930 - 1944                   | François Olive            |                |            |
| 1945 - 1954                   | Pierre Carbasse           |                |            |
| 1954 - 1959                   | Pierre Siné               |                |            |
| 1959 - 1973                   | Joseph Noé                |                |            |
| Març del 1990 - Març del 2001 | Albert Saint-Upéry        |                |            |
| Març del 2001 - Març del 2008 | Dominique Blanc           |                |            |
| Març del 2008 - Moment actual | Maya Lesné                |                |            |

Nota: Del 1973 al 1989, Llauró era agrupat amb Paçà i Torderes.

### Legislatura 2014 - 2020

#### Batlle
- Maya Lesné.

#### Adjunts al batlle[10]
- 1r: Dominique Maurice
- 2n: Gilbert Fantin.

#### Consellers municipals
- Laurent Breal
- Justo Cabrera
- Monique Gijzels
- Vincent Guidicelli
- Bernadette Molina
- Christine Motta
- Marie-Hélène Tipy
- Francis Vidal.

### Adscripció cantonal

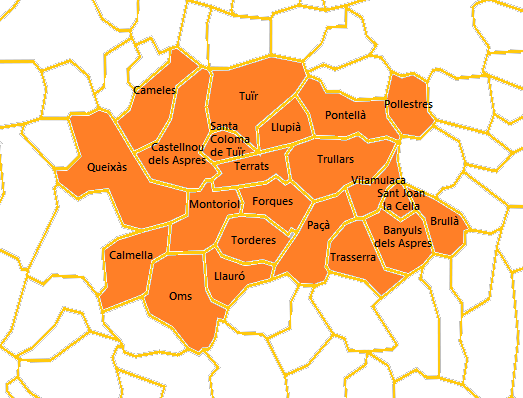
Mapa del Cantó 1 dels Aspres

A les eleccions cantonals del 2015 Torderes ha estat inclòs en el cantó número 1, denominat Els Aspres, amb capitalitat a la vila de Tuïr i amb els pobles de Banyuls dels Aspres, Brullà, Calmella, Cameles, Castellnou dels Aspres, Forques, Llauró, Llupià, Montoriol, Oms, Paçà, Pollestres, Pontellà i Nyils, Queixàs, Santa Coloma de Tuïr, Sant Joan la Cella, Terrats, Torderes, Trasserra, Trullars i Vilamulaca. Hi han estat escollits com a consellers departamentals Édith Pugnet, del Partit Comunista - Front d'esquerra, Vicepresident del Consell departamental, adjunta al batlle de Cabestany, i René Olivé, del Partit Socialista, Vicepresident del Consell departamental, batlle de Tuïr.

## Ensenyament i cultura
Torderes participa, juntament amb Llauró, Montoriol i Queixàs, en un Reagrupament Pedagògic Intercomunal que té les seves seus a Llauró (classes maternals, elementals i primàries) i Torderes (classes elementals i primàries). Dels 63 infants acollits en aquestes classes, 46 van a escola a Llauró i 17 a Torderes. Els escolars procedeixen dels pobles esmentats al començament: 24 de Llauró, 17 de Torderes, 12 de Queixàs i 10 de Montoriol. Per a cursar la secundària, poden triar entre Tuïr i Ceret. Per als estudiants de batxillerat és un cas semblant, amb la diferència que a Tuïr no hi ha liceu; el segon més proper és a Vilallonga dels Monts, com a liceu professional, o a Tesà.
Torderes compta amb una biblioteca municipal atesa per voluntaris, i una curiosa granoteca, on els torderencs poden intercanviar llavors per a sembrar en els seus jardins i horts.